# كارلوس راموس (لاعب كرة قدم)
كارلوس راموس (بالهولندية: Carlos Ramos)‏ هو لاعب كرة قدم هولندي، ولد في 1 ديسمبر 1986 في روتردام في هولندا. لعب مع .

## وصلات خارجية
- كارلوس راموس على موقع قاعدة بيانات كرة القدم.إي يو (الإنجليزية)